# Samsung Galaxy A8s
Samsung Galaxy A8s — Android-смартфон среднего класса, выпускаемый компанией Samsung Electronics в рамках серии Galaxy A. Был анонсирован 10 декабря 2018 года в основном для китайского рынка. В Южной Корее также продаётся как Samsung Galaxy A9 Pro (2019).
Смартфон с тремя камерами. Оснащён 6,4-дюймовым IPS LCD FHD+ Infinity-O Display. В левом верхнем углу дисплея находится круглое отверстие для фронтальной камеры, получившее название Infinity-O Display. Первый смартфон Samsung, в котором отсутствует разъём для наушников.

## Спецификации
Samsung Galaxy A8s оснащён 6,4-дюймовым Full HD+ IPS LCD дисплеем с соотношением сторон 19,5:9. В отличие от предыдущих телефонов Samsung серии A, в этом устройстве используется обычная ЖК-панель, а не AMOLED-дисплей. Новый дисплей Infinity-O имеет форму от края до края с круглым отверстием диаметром 6,7 мм, находящимся в левом верхнем углу для фронтальной камеры.
Тройная камера оснащена основным 24-Мп сенсором f/1.7 для обычной съёмки, 10-Мп сенсором f/2.4 для телефото с оптическим зумом и 5-Мп сенсором глубины для эффектов, таких как боке. Фронтальная камера представляет собой 24-Мп f/2.0 в отверстии, вырезанном в дисплее.
Смартфон работает под управлением Android 8.0 Oreo с Samsung Experience 9.0 соответственно из коробки, однако есть возможность обновления до Android 9.0 Pie. Смартфон оснащён Qualcomm Snapdragon 710 SoC, состоящий из двух производительных 2,2 ГГц Kyro 460 и шести производительных 1,7 ГГц Kyro 360, подкреплённых GPU Adreno 616, и оснащён 6 или 8 Гб оперативной памяти и 128 Гб внутренней памяти с возможностью расширения до 512 Гб через слот для карт MicroSD.

## Доступность
После презентации, Samsung объявил, что устройство поступит в продажу только на китайском рынке, без объявления о выпуске в других странах. Однако 25 января 2019 года телефон был анонсирован в Южной Корее как Galaxy A9 Pro.